# Pucajirca
Pucajirca o Pucahirca (possiblement del quítxua puka vermel, quítxua d'Ancash hirka muntanya, "muntanya vermella") és una muntanya de la Cordillera Blanca, al centre del Perú, a la serralada dels Andes, que s'eleva fins als 6.046 msnm. Està situada a la regió d'Ancash, a la frontera entre la província de Pomabamba (Pucajirca Norte) i la província de Huaylas (Pucajirca Central), al nord del Rinrijirca.
La muntanya té tres cims diferenciats i independents: Pucajirca Norte (6.046 m), Central (6.014 m) i Oeste (6.039 m).
La primera ascensió al Pucajirca Norte va tenir lloc el 12 de juny de 1966 per part d'una cordada japonesa composta per Shigeo Nakagawa, Hiroshi Nakajima i Tamotsu Nakamura tot superant la cresta nord.